# Яровський міський округ
Яровськи́й міський округ (рос. Яровской городской округ) — міський округ у складі Алтайського краю Російської Федерації.
Адміністративний центр та єдиний населений пункт  — місто Ярове.

## Населення
Населення — 18052 особи (2019; 18604 в 2010, 21363 у 2002).